# Сафтлевен, Корнелис
Корнелис Сафтлевен (нидерл. Cornelis Saftleven, 1607, Горинхем — 5 июня 1681, Роттердам) — нидерландский живописец и график эпохи барокко.

## Жизнь и творчество
Отцом К. Сафтлевена был художник Герман Сафтлевен, бывший и его учителем живописи (как и для братьев Корнелиса — Абрахама и Германа Сафтлевена (младшего). После получения художественного образования Корнелис вместе с братьями живёт некоторое время в Утрехте. На раннее творчество художника оказали влияние такие мастера живописи, как Адриан Браувер и Давид Рейкерт. На своих полотнах К. Сафтлевен отображал сценки из крестьянской жизни, пейзажи, сценки с животными, писал также портреты и картины на библейские и мифологические сюжеты. Изображённые им сцены в аду являются одними из наиболее самобытных в нидерландской живописи.
Уехав из Утрехта, К. Сафтлевен прожил большую часть своей жизни в Роттердаме, однако период между 1632 и 1634 годами он провёл в Антверпене где, по всей видимости, был знаком с жившим в этом городе Рубенсом и его творчеством, влияние которого чувствуется в некоторых работах Сафтлевена.
Сохранилось приблизительно 200 картин К. Сафтлевена, написанных масляными красками, и около 500 его произведений графики.

## Галерея

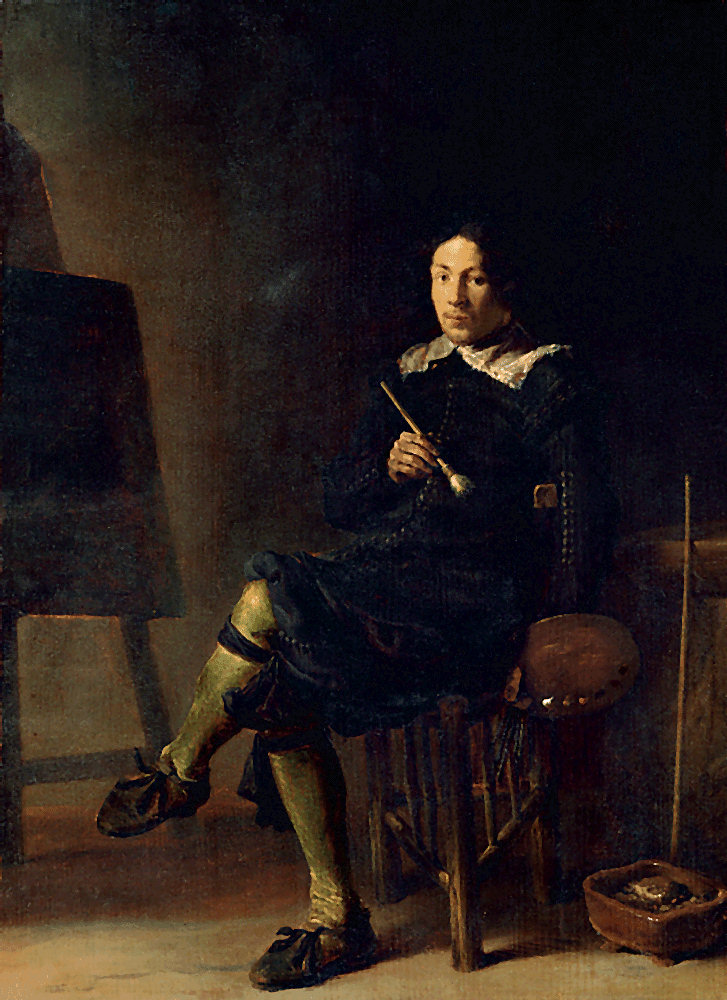
Автопортрет (до 1629)
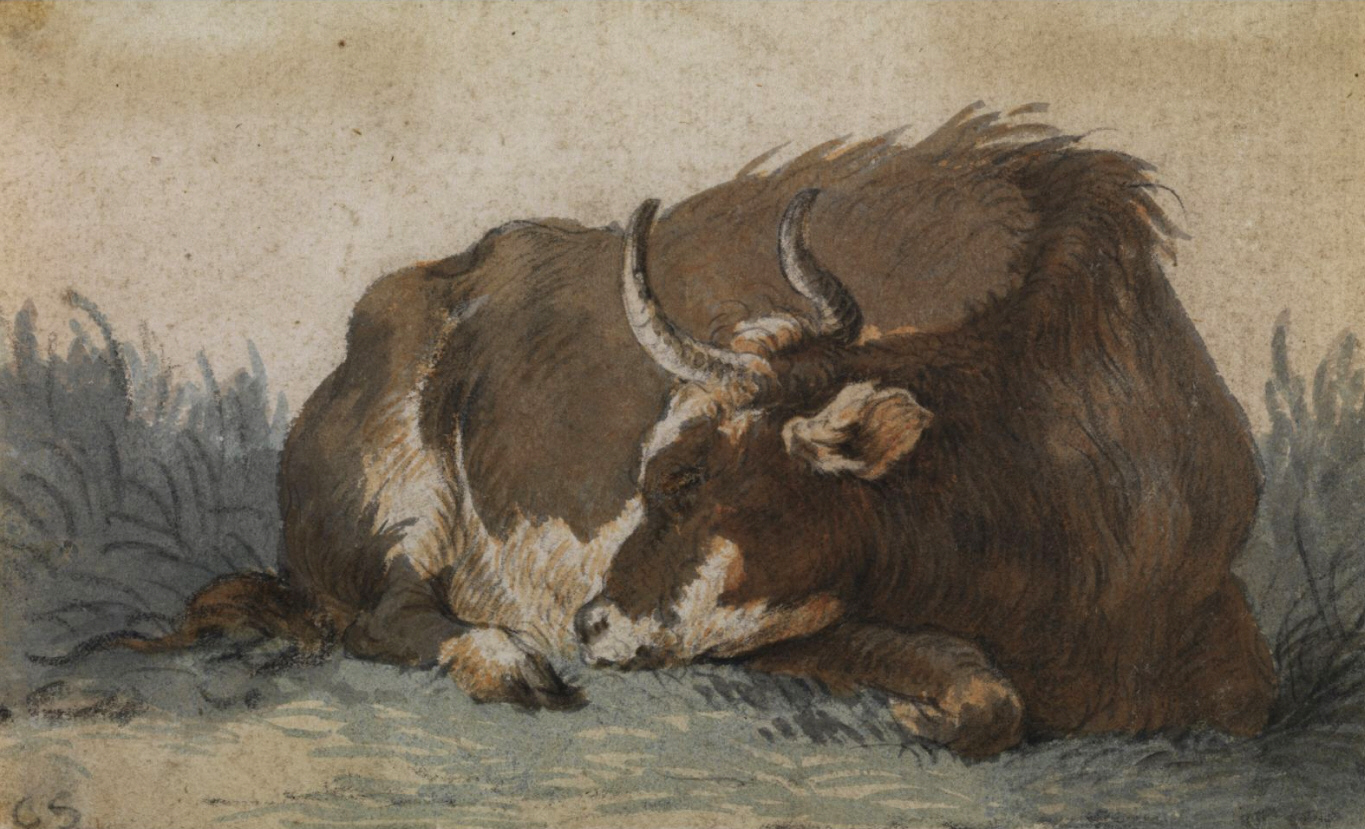
Лежащая корова
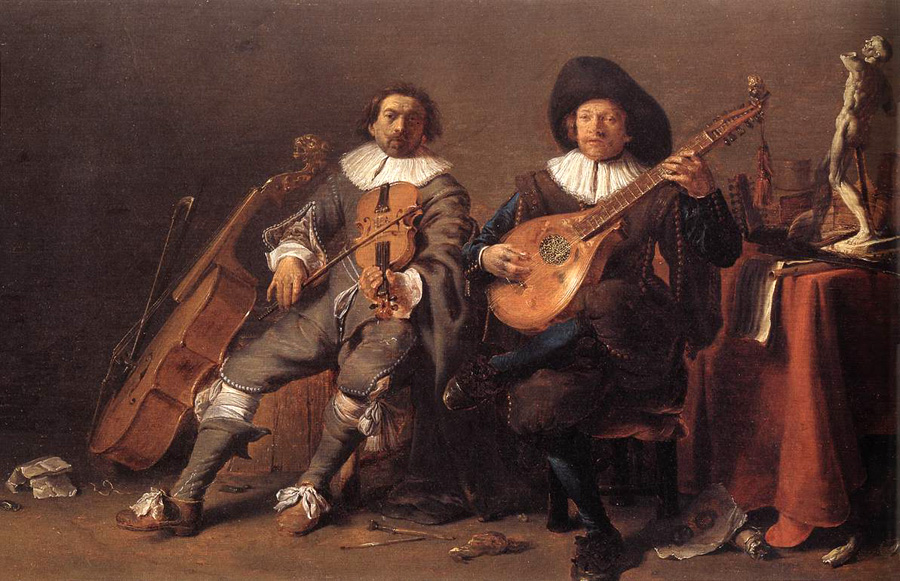
Дуэт (1635)